# Antonio Skármeta
Esteban Antonio Skármeta Vranicic, dit Antonio Skármeta, né le 7 novembre 1940 à Antofagasta et mort le 15 octobre 2024, à Santiago, est un écrivain chilien d'origine croate.

## Biographie
Antonio Skármeta tient ses origines du village de Bobovišće sur l'île dalmate de Brač, d'où viennent ses parents, Antonio Skarmeta Šimunović et Magdalena Vraničić, émigrés au Chili. Il a les nationalités chilienne et croate[réf. souhaitée].
Il obtient une bourse Fulbright, en 1964, pour étudier à l'Université Columbia (New York, États-Unis). Il participe à la vie théâtrale, cinématographique et musicale de Manhattan (New York).
Il revient à l'université du Chili en 1967 où il enseigne la philosophie et la littérature.
Intellectuel de gauche, membre du Mouvement d'action populaire unitaire (MAPU), partisan de Salvador Allende pendant les années de l'Unité populaire, il doit quitter le pays après le coup d'état de 1973, avec le cinéaste Raúl Ruiz.
L'exil, commencé en Argentine, se déroule surtout à Berlin-Ouest, jusqu'en 1989. Il y enseigne à l'Académie allemande du film et de la télévision.
D'une première épouse, Cécilia Boisier, naissent deux fils, Beltran, en espagnol : Beltrán, en 1966 et Gabriel en 1968. De sa seconde épouse, naît un autre fils, Fabian, en espagnol : Fabián.
Auteur de scénarios pour le cinéma et la télévision, il obtient, en septembre 1983, le Grand Prix du Festival de Biarritz pour son film Ardiente paciencia (es) (réalisateur et scénariste). Il en tire un roman publié sous le même titre en 1985 (en français : Une ardente patience, traduction de François Maspero, 1987). Ce roman est adapté au cinéma en 1994 sous le titre Le Facteur avec Philippe Noiret dans le rôle de Pablo Neruda. Il publie en 1999 le roman La boda del poeta (La Noce du poète, 2001), récompensé en France par le Prix Médicis étranger en 2001. Ses origines croates transparaissent[Interprétation personnelle ?] dans plusieurs de ses romans, tels que Blanche Neige à San Francisco ou Les Noces du poètes.
Ardent défenseur des droits de l'homme et de la justice sociale, il est ambassadeur du Chili à Berlin et ambassadeur du Chili en Allemagne, de 2000 à 2003.
Il a aussi créé et animé une émission littéraire, « El show de los libros », sur Televisión Nacional de Chile (TVN).
Il a reçu le Prix du livre de jeunesse sur la tolérance, décerné par l'Unesco, en 2002, grâce à son livre de littérature pour la jeunesse La composición, puis le Prix Planeta pour El baile de la victoria en 2003.
Sa pièce de théâtre inédite El Plebiscito a inspiré la réalisation du film No (2012) et concourt en 2013 à l'Oscar du meilleur film en langue étrangère.
En 2014, il reçoit le prix national de littérature, plus haute récompense littéraire du Chili.
Son œuvre lui vaut de figurer aujourd'hui parmi les écrivains chiliens et hispanophones contemporains de tout premier plan[réf. nécessaire].

## Œuvre

### Romans
- Soñé que la nieve ardía (1975) Publié en français sous le titre Beaux enfants, vous perdez la plus belle rose, traduit par Laure Guille-Bataillon, Paris, Gallimard, coll. « Du monde entier », 1979  (ISBN 2-07-028602-9)
- Joven narrativa Chilena después del golpe (1976)
- Chileno! (1979)
- No pasó nada (1980) Publié en français sous le titre T'es pas mort !, traduit par Laure Bataillon, Paris, Éditions du Seuil, coll. « Points. Point-virgule » no 9, 1982  (ISBN 2-02-006223-2)
- La insurrección (1982)
- Ardiente paciencia (1985) Publié en français sous le titre Une ardente patience, traduit par François Maspéro, Paris, Éditions du Seuil, 1987  (ISBN 2-02-009520-3) ; réédition, Paris, Éditions du Seuil, coll. « Points. virgule » no 5, 2001  (ISBN 2-02-048169-3) ; réédition, Paris, Points no P1428, 2016  (ISBN 978-2-7578-6249-0)
- Matchball (1989)
- El cartero de Neruda (1995)
- La boda del poeta (1999) Publié en français sous le titre La Noce du poète, traduit par François Rosso, Paris, Grasset, 2001  (ISBN 2-246-60871-6) ; réédition, Paris, LGF, coll. « le Livre de poche » no 15464, 2003  (ISBN 2-253-15464-4)
- La chica del trombón (2001) Publié en français sous le titre La Fille et le Trombone, traduit par Alice Seelow , Paris, Grasset, 2004  (ISBN 2-246-63261-7) ; réédition, Paris, LGF, coll. « le Livre de poche » no 30579, 2006  (ISBN 978-2-253-11115-3)
- El baile de la victoria (2003) Publié en français sous le titre Le Ballet de la victoire, traduit par Alice Seelow , Paris, Grasset, 2005  (ISBN 2-246-67671-1) ; réédition, Paris, LGF, coll. « le Livre de poche » no 31163, 2008  (ISBN 978-2-253-11962-3)
- Un padre de película (2010) Publié en français sous le titre Un père lointain, traduit par Alice Seelow , Paris, Grasset, 2010  (ISBN 978-2-246-77531-7)
- Los dias del Arcoiris (2011) Publié en français sous le titre Les Jours de l'arc-en-ciel, traduit par Alice Seelow , Paris, Grasset, 2013  (ISBN 978-2-246-79438-7) ; réédition, Paris, Points no P3262, 2014  (ISBN 978-2-7578-3850-1)

### Recueils de contes, récits, poèmes ou nouvelles
- El entusiasmo (1967)
- Desnudo en el tejado (1969) Publié en français sous le titre Le Cycliste de San Cristobal, traduit par Laure Bataillon, Paris, Éditions du Seuil, coll. « Points. Virgule » no 27, 1984  (ISBN 2-02-006908-3) ; réédition, Paris, Seuil, coll. « Points. Virgule » no 52, 2002  (ISBN 2-02-055085-7)
- Tiro libre (1974)
- Novios y solitarios (1975)
- Uno a uno: cuentos completos (1996), anthologie de ses contes
- Neruda por Skármeta (2004), poèmes et anecdotes sur Neruda Publié en français sous le titre Neruda par Skármeta, traduit par Alice Seelow, Paris, Grasset, 2006  (ISBN 2-246-68701-2)

### Ouvrages de littérature d'enfance et de jeunesse
- La composición (1998) Publié en français sous le titre La Rédaction, traduit par Marianne Millon, Paris, Syros jeunesse, 2003 ; réédition, Paris, Éditions Les Incorruptibles, 2004  (ISBN 2-7511-0066-X) ; réédition, Paris, Syros, 2007  (ISBN 978-274-850554-2)
- El portero de la cordillera (2012)

### Théâtre
- La búsqueda (1976)
- No pasó nada (1977)
- La mancha (1978)
- La composición (1979)
- Dieciocho kilates (2010)

### Œuvres collectives
- Digno : neuf livres pour aborder la discrimination, 2005, textes (OCLC 717636287)
- Nouvelles du monde contemporain, 2013, nouvelles  (ISBN 9782218966668)

## Filmographie
- 1983 : Ardiente paciencia (es), film espagnol dirigé par Skármeta, selon un scenario de l'auteur.
- 1994 : Le Facteur (Il postino), film franco-belgo-italien réalisé par Michael Radford, adaptation du roman Une ardente patience
- 2009 : El baile de la Victoria, film espagnol réalisée par Fernando Trueba, adaptation du roman éponyme
- 2012 : No, film chilo-mexicano-américain réalisée par Fernando Trueba, adaptation du roman Les Jours de l'arc-en-ciel